# 羅伯·薩拉
羅伯·薩拉（法語：Robert Sarah；1945年6月15日—）是幾內亞籍天主教執事級樞機，曾任聖座禮儀及聖事部部長。

## 生平
羅伯於1945年6月15日在幾內亞尤昆昆Ourous出生。1957年，在12歲時他進入了在科特迪瓦班熱維爾的神學院。1958年10月2日，幾內亞全民公決後成為新的獨立國家。1960年，他回到於幾內亞Dixinn的修院。1961年8月15日，幾內亞民主黨國有化所有的私立天主教學校，包括神學院。
1964年後，他被派往在法國南錫的大修院學習。因為法國和幾內亞之間的政治關係，他前往塞內加爾Sébikotane完成他的神學學士學位。他於1969年7月20日在科納克里總教區晉鐸。他就讀於在羅馬的宗座額我略大學。
1979年12月8日晉牧，並被時任教宗若望·保祿二世任命為科納克里總教區總主教。2001年10月1日，委任為聖座萬民福音部秘書長。2010年12月23日，改任命為宗座一心理事會主席。2010年11月20日被任為執事級樞機，領圖斯科拉納大道聖若望·鮑思高執事區領銜執事銜。直到2014年11月23日，由於安多尼·卡尼薩雷斯·廖韋拉樞機改任華倫西亞總教區總主教，因此羅伯特接替成為聖座禮儀及聖事部部長。